# اتحاد صناعة البرمجيات والمعلومات
اتحاد صناعة البرمجيات والمعلومات (بالإنجليزية: Software and Information Industry Association)‏ هو اتحاد تجاري مخصص لصناعات برمجيات الأعمال وبرمجيات الترفيه والمستهلك. أقيم في 1984 باسم اتحاد ناشري البرمجيات، واتخذ اسمه الحالي بعد اندماجه مع اتحاد صناعة المعلومات في 1 يناير 1999. وترأس المنظمة الجديدة كين واش، الذي كان مؤسس اتحاد ناشري البرمجيات، واستمر اتحاد صناعة البرمجيات والمعلومات في نشاطه من مكاتب اتحاد ناشري البرمجيات.
كان اتحاد ناشري البرمجيات نشطًا في الدعاية وأبحاث الصناعة وجهود مكافحة قرصنة البرمجيات، كان الاتحاد مسؤولًا عن حملة دونت كابي ذات فلوبي «لا تنسخ هذا القرص المرن»، التي انطلقت في 1992. ذهب رئيس قسم الأبحاث في المنظمة، آن ستيفنز ليؤسس بي سي داتا في 1991. بحلول 1995، ضمت عضوية الاتحاد 1,100 شركة برمجيات، ووفقًا لمجلة وايرد، كان هذا الاتحاد "واحدًا من أقوى المجموعات التجارية المرتبطة بالحاسوب" قبل اندماجه مع اتحاد صناعة المعلومات. انضمت مايكروسوفت إلى اتحاد ناشري البرمجيات في 1986، لكنها انسحبت من اتحاد صناعة المعلومات والبرمجيات في عام 2000 بعدما عارض الاتحاد موقفها في قضية مايكروسوفت ضد الولايات المتحدة. وصفت صحيفة وول ستريت چورنال مايكروسوفت بأنها أكبر أعضاء الاتحاد لدى مغادرتها.
حتى 1999، استضاف اتحاد صناعة البرمجيات والمعلومات مؤتمر اتحاد ناشري البرمجيات السنوي الموجه لشركات البرمجيات، الذي تغير اسمه إلى إنفوسوفت إسنشالز في 1999.